# Biffatura
La biffatura, nell'ambito delle tecniche artistiche della grafica d'arte (tra le altre: calcografia, litografia, serigrafia e xilografia), consiste nel praticare uno o più graffi profondi, segni o tagli nella matrice, per impedire che vengano stampati altri esemplari.
Il termine riprende il significato di "marcare con un segno per cancellare uno scritto" e si è diffuso anche nel linguaggio burocratico del mondo sanitario in riferimento al segno fatto per selezionare una casella del modulo a lettura ottica delle ricette.
Il termine viene usato anche in riferimento all'incisione che viene fatta sull'anello piscatorio per renderlo inutilizzabile dopo la morte di un papa. È utilizzato anche nella sua forma italiana anche in glossari in lingua inglese.